# Авіаносці типу «Квін Елізабет»
Авіаносці типу «Квін Елізабет» (англ. Queen Elizabeth class carriers) — британські авіаносці, відомі також під кодовою назвою CVF (Future Aircraft Carrier «авіаносець майбутнього»), що прийшли на заміну легким авіаносцям типу «Інвінсібл». Авіаносець HMS Queen Elizabeth став першим  у серії, а HMS Prince of Wales у вересні 2019 р. розпочав проходити ходові випробування.
У травні 2011 року з'явилася інформація про можливе перейменування другого корабля цього класу «Прінс оф Уельс» на «Арк Роял». Враховуючи, що дане ім'я надзвичайно дороге для Королівського флоту Великої Британії (у різний час, з кінця XVI століття, його мали 5 кораблів, чотири з яких були авіаносцями) це дуже ймовірно, хоча і практика змінювати ім'я вже побудованому кораблю «нечувана».
Ці кораблі повинні стати найбільшими кораблями, коли-небудь побудованими для Королівського флоту.

## Підрядники
У січні 2003 року Міністерство оборони Великої Британії оголосило, що головним підрядником будівництва авіаносців виступить англійська компанія BAE Systems, а ключовим постачальником — французька Thales UK, які уклали між собою партнерську угоду, відому як Future Carrier Alliance.
У лютому 2005 року в альянс увійшла компанія Kellogg, Brown & Root UK (KBR), яка виконує функції інтегратора та відповідає за оптимальну стратегію виробництва. У тому ж році в альянс увійшли компанії VT Group і Babcock.
У грудні 2005 року Міністерство оборони схвалило фінансування першого етапу будівництва, який включає розробку детального проєкту. 2006 року проєкт отримав схвалення. Були розподілені виробничі потужності, які беруть участь у спорудженні: 60 % роботи виконають 4 англійські верфі — верф Говен компанії BAE Systems (секція корпусу № 4); верф Берроу тієї ж компанії (секція № 3); BVT Portsmouth (секція № 2); Babcock Appledore and Rosyth (носова секція № 1). Компанія Babcock відповідає за остаточну збірку секцій.
У квітні 2006 року були укладені контракти з членами альянсу: KBR, BAE Systems Naval Ships, Thales UK, VT Group, Babcock і BAE Systems.
У липні 2007 року Міністерство оборони схвалило фінансування другого етапу будівництва в обсязі понад 3 млрд фунтів. В цей же час BAE Systems and VT Group оголосила про майбутнє створення 1 липня 2008 спільного підприємства BVT Surface Fleet Ltd., якому належало виконати роль головного підрядника. 3 липня 2008 Міністерство оборони підписало контракт з BVT та іншими членами альянсу на будівництво двох авіаносців. Перші технологічні операції були зроблені на верфі Babcock Rosyth 2009 року. Виробнича програма була розподілена таким чином: 60 % роботи виконують 4 англійські верфі — верф Говен компанії BAE Systems (секція корпусу № 4); верф Берроу тієї ж компанії (секція № 3); BVT Portsmouth (секція № 2); Babcock Appledore and Rosyth (носова секція № 1). Компанія Babcock відповідає за остаточну збірку секцій.
Решта 40 % виробничої програми були розподілені між дрібними підрядниками. Компанія BAE Systems Insyte (в минулому — Alenia Marconi Systems) відповідає за поставку БИУС системи C4IS; BMT Defence Systems — корабельні пристрої; EDS — системна інтеграція, системи життєзабезпечення; Lockheed Martin — програмний менеджмент, обладнання; QinetiQ — комп'ютерне моделювання та тестування; Rolls-Royce — двигун; Strachan & Henshaw — системи утилізації, складування боєприпасів; Swan Hunter — монтаж; VT Group — корабельні пристрої, монтаж, системи життєзабезпечення. Компанія Brand-Rex Limited of Scotland отримала контракт на виробництво волоконної оптики. Управління проєктом було доручено компанії Alfred-McAlpine — IT Services, Fluid Transfer International — виробництво паливних систем, Salt Separation Services — осмотичні опріснюючі установки на 500 т води на добу.
У січні 2008 року компанія Babcoc отримала 35 млн фунтів на модернізацію верфі. Був придбаний найбільший у Великій Британії мостовий кран «Голіаф».
Компанія KBR, завершивши свою участь у проєкті на етапі проєктування, оголосила про вихід з альянсу.
У грудні 2008 року міністерство оборони оголосило, що плановані терміни вступу в лад двох авіаносців (2014 і 2016 роки відповідно) будуть відсунуті на два роки (2016 і 2018), щоб пов'язати їх з термінами постачання літаків F-35B.
У січні 2009 року компанія VT Group оголосила про продаж частки в компанії BVT Surface Fleet своєму партнерові BAE Systems, за згодою Міністерства оборони. 2 березня 2009 виробнича програма була перерозподілена. Монтаж нижніх блоків секцій 3 і 4 був переданий верфі BVT Clyde, а спонсони — верфі Babcock Marine.
У грудні 2005 року Франція запропонувала Великій Британії брати участь у розробці перспективного французького авіаносця PA 2 на базі проєкту «Квін Елізабет». За домовленістю із Великою Британією, Франція оплачувала третину витрат етапу проєктування. Меморандум про наміри був підписаний у березні 2006 року. Очікувалось, що ршення про будівництво нового французького авіаносця буде прийнято не раніше 2011 року. У 2013 році будівництво французького авіаносця «PA 2» було скасоване.
У жовтні 2010 року опублікована Стратегія національної оборони та безпеки Великої Британії, згідно з якою «Квін Елізабет» буде введений до складу флоту 2016 року на три роки і буде використовуватися як вертольотоносець. Після закінчення цього терміну корабель буде законсервовано або продано, оскільки був розрахований на експлуатацію ЛВЗП F-35B від покупки яких Велика Британія відмовилася в жовтні 2010 року на користь модифікації F-35C. Другий авіаносець — «Принс оф Уельс», оснащений катапультою для старту літаків F-35C — вступить в дію 2018 року і два роки, до отримання Великою Британією винищувачів 2020 року, не буде мати власної авіагрупи і буде приймати на борт літаки американських та французьких ВМС.
Останнім часом, у зв'язку з рішенням Великої Британії про покупку літаків F-35B [Архівовано 13 травня 2012 у Wayback Machine.], раніше висловлені плани про продаж «Квін Елізабет» втратили актуальність та обидва кораблі будуть введені в лад як авіаносці з трамплінами.

## Кораблі проєкту
| Назва                         | Номер | Будівництво                         | Замовлений          | Закладений          | Спущений на воду    | Вступив у стрій     | Статус         |
| ----------------------------- | ----- | ----------------------------------- | ------------------- | ------------------- | ------------------- | ------------------- | -------------- |
| Квін Елізабет Queen Elizabeth | R08   | «Aircraft Carrier Alliance», Росайт | 20 травня 2008 року | 7 липня 2009 року   | 17 липня 2014 року  | 7 грудня 2017 року  | у складі флоту |
| Принс оф Велс Prince of Wales | R09   | «Aircraft Carrier Alliance», Росайт | 20 травня 2008 року | 26 травня 2011 року | 21 грудня 2017 року | 10 грудня 2019 року | у складі флоту |

## Конструкція

### Корпус
Розробка механічних конструкцій корабля була повністю автоматизована. Засоби комп'ютерного моделювання були розроблені компанією QinetiQ.
Корпус проєктувався із розрахунку необхідного 50-річного терміну служби корабля. Особливістю корпусу була наявність трампліну, який використовуватимуть для літаків з укороченим злетом. Оскільки термін служби літаків F-35 становить 20 років, було вирішено залишити можливості для конверсії авіаносця в гладкопалубний, розрахований на літаки горизонтального злету. Корпус має дев'ять палуб, не рахуючи польотної. 85 000 т сталі вартістю 65 млн фунтів, необхідної для будівництва двох авіаносців, поставляє компанія Corus.
Пропозиції щодо заходів захисту (бортова броня та броньовані переборки) були відхилені через нестачу коштів.

### Надбудови
На відміну від традиційних авіаносців, на «Квін Елізабет» передбачено встановити дві малі надбудови. У передній надбудові будуть розташовані служби управління кораблем, на задній — управління польотами.
Перевага архітектури з двома надбудовами у збільшенні площі палуби, зменшенні турбулентних потоків повітря, гнучкішому розподілі простору на нижніх палубах. Розташування служб управління польотами в задній частині палуби бажано, оскільки дозволяє повніше контролювати такі критичні фази польоту, як захід на посадку та, власне, посадку.
Через присутність вихлопної труби діаметром 2,4 м для газотурбінних двигунів альтернативою двом меншим надбудовам була одна велика та довга, яка би мала низку недоліків, відсутніх в обраному варіанті.

### Електронне обладнання
На передній надбудові буде розташовуватися багатофункціональний радар SAMPSON, а на задній — радар повітряного огляду S1850M компанії BAE Systems.
Основним елементом радара SAMPSON є антена, що обертається, з двома цифровими антенними решітками, які забезпечують електронне сканування за азимутом і кутом місця, забезпечуючи повне покриття верхнього півпростору. Радар розташований на пірамідальній щоглі всередині сферичного радіопрозорого кожуха.
S1850M — багатопроменевий радар повітряного огляду, що працює на частотах 1— 2 ГГц , що забезпечує автоматичне виявлення та супровід цілей для кута місця від 0 до 70 °.
Авіаносець буде також оснащений радаром середньої дальності нового покоління ARTISAN 3D діапазону E/F, розробленим компанією BAE Systems Insyte спільно з QinetiQ і призначеним для заміни радара типу 996.
Системи розпізнавання «свій-чужий» замовлені компанії Selex Communications у жовтні 2007 року.

### Палуба
Палуба авіаносця забезпечує одночасний зліт і посадку літаків. У передній частині палуби розташований трамплін з кутом піднесення 13°.
Використання катапульт та аерофінішера в первісному проєкті не передбачалося, однак, у зв'язку з рішенням віддати перевагу модифікації F-35 з горизонтальним злетом та посадкою другий корабель цього класу «Принс оф Уельс» буде оснащений катапультою та гідравлічним аерофінішером.
Палуба має три злітні доріжки: дві коротких довжиною 160 м для злету F-35 і довгу (близько 260 м) для важких літаків. Площа палуби становить 13 000 м². У кормовій частині палуби передбачалася одна або дві точки для вертикальної посадки F-35.
Газовідбійники встановлюються на початку кожної з двох коротких злітних доріжок і, можливо, у стінці передньої надбудови.
З ангара на польотну палубу та назад літаки переміщуються двома 70-тонними бортовими елеваторами компанії McTaggart Scott. Один з них розташований між надбудовами, другий — в кормі від задньої надбудови.
Компанія QinetiQ спільно з ВМС США проводить дослідницькі роботи зі створення електромагнітної катапульти для нової серії американських авіаносців типу «Джеральд Форд». Очікується, що для експлуатації 90-метрової катапульти треба буде лінійний електродвигун потужністю 90 МВт. вибір типу катапульти для можливої модернізації авіаносця відкладений до демонстрації прототипу.
2012 року з економічних міркувань було вирішено повернутися до закупівель літаків F-35B, відмовившись від ідеї катапультного старту. Причиною була висока вартість електромагнітної катапульти.

### Рушійна установка
За рішенням міністерства оборони, на авіаносці вирішено не використовувати атомну рухову установку через її значну вартість. Як основний двигун використовується інтегрована електрична рухова система (Integrated Electric Propulsion, IEP) компанії Роллс-Ройс. Контракт на постачання системи був укладений у жовтні 2008 року.
Установка складатиметься з двох газових турбін Rolls-Royce Marine MT30 потужністю 36 МВт кожна та чотирьох дизелів сумарною потужністю 40 МВт. Двигуни працюють на генератори, які дають електроенергію в загальну низьковольтну мережу корабля та живлять два електродвигуни, які обертають два гребних валу з гвинтами фіксованого кроку. Дизелі типу Wärtsilä 38 (по два 12-циліндрових і два 16-циліндрових для кожного корабля) замовлені в компанії Wärtsilä Defence у грудні 2007 року.
Компанія L-3 Communications постачає інтегровану систему управління електропостачанням, Converteam — високовольтну систему, перетворювачі напруги та електромотори.
На авіаносці будуть встановлені два 33-тонних бронзових гвинта діаметром 6,7 м. Якорі мають висоту 3,1 м і важать 13 т.
Паливні баки вміщають 8600 т пального для рухової установки та палива для літаків.

## Озброєння
Спочатку у проєкті не передбачалася установка озброєння, в тому числі засобів ППО самооборони, проте зарезервовано місце під дві 16-контейнерні установки вертикального пуску зенітних ракет «Астер».

### Авіагрупа
Авіаносці типу «Квін Елізабет» мають відмінний від типового підхід до потенціалу авіаносця: замість розміру авіакрила тут наголос зроблений на максимізації кількості літако-вильотів.
Штатним літаком «Квін Елізабет» буде винищувач 5-о покоління Lockheed Martin F-35C. Стандартна авіагрупа буде складатися з 40 машин, включаючи літаки F-35C, гелікоптери EH101 Merlin і гелікоптери АВАКС.
Авіаносець розрахований на 420 літако-вильотів протягом 5 днів з можливістю нічних операцій. Максимальна інтенсивність вильотів — 110 протягом 24 годин. Максимальна інтенсивність злітання літаків становить 24 літака за 15 хвилин, посадки — 24 літака за 24 хвилини.
Останнім часом як основна машина АВАКС у ВМС Великої Британії використовується гелікоптер the Sea King ASaC mk7. Застосування літаків АВАКС на авіаносці «Квін Елізабет» не передбачається. Контракти на опрацювання різних варіантів гелікоптерів АВАКС отримали в травні 2006 року компанії Lockheed Martin UK (модернізація гелікоптера EH101 Merlin), AgustaWestland (продовження терміну служби гелікоптерів the Sea King ASaC mk7) і Thales UK (розробка нового гелікоптера АВАКС на основі Sea King ASaC mk7). Найімовірніше, що будуть використані гелікоптери Sea King з продовженням їх терміну служби з 2017 до 2022 року.
Ангар розміром 155×33,5×6,7 м вміщуватиме до 20 літаків та гелікоптерів.